# Hardinge Giffard, 1. Earl of Halsbury

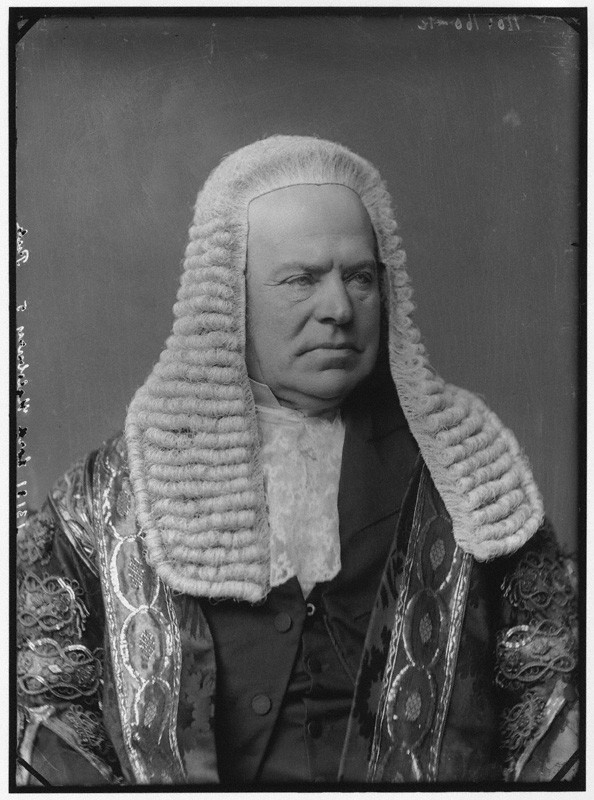
Hardinge Giffard, 1. Earl of Halsbury (1883)

Hardinge Stanley Giffard, 1. Earl of Halsbury PC QC (* 3. September 1823; † 11. Dezember 1921) war ein britischer Anwalt, Politiker und Regierungsmitglied. Er war dreimal Lordkanzler des Vereinigten Königreichs von Großbritannien und Irland.

## Leben
Halsbury wurde als dritter Sohn von Stanley Lees Giffard, Autor beim Evening Standard, und dessen Ehefrau Susanna, Tochter von Francis Moran, geboren. Er besuchte das Merton College in Oxford und wurde 1850 als Anwalt in die Kammer Inner Temple aufgenommen. 1865 wurde er zum Kronanwalt ernannt.
Giffard kandidierte zweimal, 1868 und 1874, erfolglos für die Unterhauswahlen und wurde 1875 von Benjamin Disraeli zum Solicitor General ernannt sowie in den Ritterstand erhoben. Im Jahre 1877 erlangte er einen Sitz im House of Commons und behielt diesen bis 1885, als er zum Baron Halsbury, of Halsbury in the County of Devon, erhoben wurde. Im gleichen Jahr wurde er erstmals Lordkanzler und war dies zwei weitere Male, mit Unterbrechungen im Jahre 1886 und zwischen 1892 und 1895, bis 1905. 1898 wurde er zum Earl of Halsbury und Viscount Tiverton, of Tiverton in the County of Devon, erhoben.

## Familie
Halsbury heiratete 1852 seine erste Frau Caroline, Tochter von W. C. Humphreys. Diese Ehe blieb kinderlos und seine Frau starb im September 1873. Seine zweite Frau Wilhelmina, Tochter von Henry Woodfall, heiratete er 1874. Bei seinem Tode wurde sein einziger Sohn Hardinge Titelerbe.